# 热讷耶
热讷耶（法語：Geneuille，法語發音：[ʒənœj]）是法国杜省的一个市镇，位于该省西北部，属于贝桑松区。

## 地理
热讷耶（47°19'25"N, 5°58'14"E）面积6.45 平方千米，位于法国勃艮第-弗朗什-孔泰大區杜省，该省份为法国东部内陆省份，北起上索恩省，西接汝拉省，东部及东南部与瑞士接壤，东北部与贝尔福地区省接壤。
与热讷耶接壤的市镇（或旧市镇、城区）包括：比西耶尔、莱索克松。

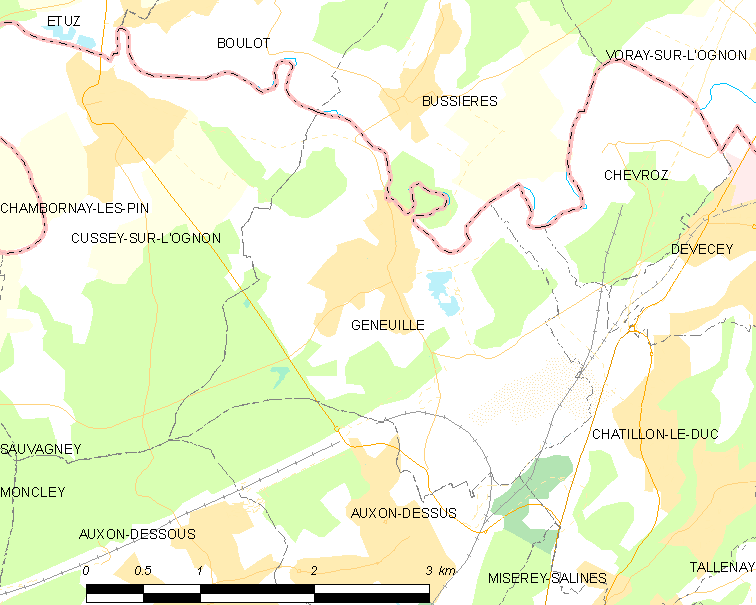
热讷耶的OSM定位图

热讷耶的时区为UTC+01:00、UTC+02:00（夏令时）。

## 行政
热讷耶的邮政编码为25870，INSEE市镇编码为25265。

## 政治
热讷耶所属的省级选区为博姆莱达姆县。

## 人口

1962-2008年间热讷耶人口变化图示

热讷耶于2022年1月1日时的人口数量为1264人。